# Ukraiński Generalny Komisariat Wojskowy
Ukraiński Generalny Komisariat Wojskowy (UHWK) – ukraińska konspiracyjna struktura wojskowa, założona we wrześniu 1918 we Lwowie w celu przejęcia Galicji Wschodniej przy pomocy zukrainizowanych oddziałów armii austro-węgierskiej.
Organizacja działała w Galicji i na Bukowinie. Początkowo w jej skład wchodzili por. Iwan Rudnycki, chor. Karawan, chor. Wasyl Baranyk, chor. Watran, Ludomyr Ohonowski i Jurij Polanski. Byli oni nieznani ukraińskiej społeczności Lwowa, i bez doświadczenia militarnego i politycznego.
W pierwszej połowie października dołączyli do nich bardziej wyrobieni politycznie mjr. Semen Horuk, kpt. Nykyfor Hyrniak, kpt. Wasyl Czerski, por. Teodor Martyneć, por. Harasymowycz, chor. Wołodymyr Starosolski. Zdobyto w ten sposób większy wpływ na garnizon lwowski, oraz nawiązano kontakt z Legionem Ukraińskich Strzelców Siczowych.
Zamiarem Komisariatu było:
- utworzenie w ramach Austro-Węgier ukraińskiego kraju koronnego (być może o większej autonomii)
- rozpoznawanie sił i planów konspiracji polskiej
- organizowanie ukraińskiej konspiracji na prowincji

Działania Komisariatu były dość niemrawe, i miały raczej charakter klubu dyskusyjnego. Sytuację zmieniło przybycie do Lwowa 12 października Dmytra Palijewa. Na zebraniu 14 października zażądał on podjęcia konkretnych działań. Podzielono więc Galicję na okręgi i wyznaczono emisariuszy do kontaktów z poszczególnymi jednostkami na prowincji, jak również rozpoczęto ocenę zdolności poszczególnych jednostek mogących wziąć udział w przejęciu prowincji. Podjęto również decyzję wyznaczenia osoby odpowiedzialnej za koordynację działań - miał nią być Osyp Nazaruk, który jednak nie przyjął funkcji, tak że ostatecznie zadanie to przyjął Dmytro Palijiw.
Próbowano również nawiązać współpracę z oddziałami Strzelców Siczowych. Przedstawiciel Strzelców Siczowych, kwaterujących w tym czasie w Białej Cerkwi, uczestniczył w jednym z zebrań Komisariatu, na którym zaproponował ukrywanie i wysyłanie dezerterów z armii austro-węgierskiej na teren Ukraińskiej Republiki Ludowej. Obiecał również przesunięcie oddziałów w rejon Kamieńca Podolskiego i Radziwiłłowa, skąd łatwiej byłoby im wkroczyć na teren Galicji.
W owym czasie większość oddziałów armii austro-węgierskiej z ukraińskimi poborowymi przebywała na froncie włoskim, bałkańskim, oraz na południu Ukrainy. Na miejscu znajdowały się jedynie oddziały asystencyjne, szturmowe i wartownicze oraz kadry pułków. Ukraińscy parlamentarzyści czynili starania, aby przenieść do Lwowa lub w jego okolice oddziały Legionu USS znajdujące się na Bukowinie, które mogłyby wspomóc przejęcie władzy. Jednak zarówno namiestnik Karl Georg Huyn, jak i komendant Lwowa gen. Rudolf Pfeffer stanowczo odmówili, obawiając się polskich protestów i rozruchów.
20 października na polecenie obradującej od 18 października Ukraińskiej Rady Narodowej por. Iwan Rudnycki wyjechał na Bukowinę w celu sprowadzenia Legionu USS do Lwowa. Miał również zaproponować dowództwo armii ukraińskiej Wilhelmowi Habsburgowi. Jednak po rozmowach w Czerniowcach z oficerami Legionu, zdecydował powierzyć dowództwo armii Dmytrowi Wytowskiemu, a dowództwo Legionu Osypowi Bukszowanemu. Z księciem Wilhelmem spotkał się tylko, aby powiadomić go o postanowieniach Ukraińskiej Rady Narodowej, i prosić o przemieszczenie Strzelców do Lwowa, na co uzyskał zgodę, lecz bez określenia terminu.
29 października przybył do Lwowa Dmytro Wytowski, i na zebraniu URN wieczorem dnia 31 października opowiedział się, wobec polskich przygotowań do zajęcia Lwowa, za przejęciem miasta w nocy z 31 października na 1 listopada. Powiadomił o poczynionych przygotowaniach do przejęcia miasta, wysłaniu kurierów z rozkazami do jednostek na prowincji, planie operacji (opracowanym przez niego i por. Petra Bubelę), i zagrożeniu dekonspiracją w razie odwołania operacji. Wobec takiego obrotu sprawy otrzymała zgodę URN na przeprowadzenie operacji. Rada nie zgodziła się natomiast na wzięcie zakładników w postaci bardziej znanych polskich mieszkańców Lwowa.
O godzinie 20 zwołano odprawę członków Komisariatu, na którą wezwano również ukraińskich oficerów dotychczas nie uczestniczących w konspiracji. Wytowski nakreślił plan operacji, i nakazał zamknąć koszary do godziny 2, do zbiórki oddziałów ukraińskich. Sama operacja zajmowania Lwowa miała rozpocząć się o godzinie 3.30-4.00, a zakończyć się o godzinie 8.
Akcję na prowincji koordynował Dmytro Palijiw. Opracował on i wysłał instrukcje do konspiracyjnych komend okręgowych w Przemyślu, Złoczowie, Samborze, Stryju, Stanisławowie, Kołomyi, Tarnopolu, Rawie Ruskiej i Czerniowcach. Instrukcje zalecały zajęcie poszczególnych miejscowości okręgów oraz wysłanie następnie części żołnierzy do Lwowa. Wezwał również do przybycia Legion USS, którego pierwsze oddziały przybyły 3 listopada.
Już późnym popołudniem 31 października Wytowski utworzył Generalną Komendę Wojsk Ukraińskich (Ukraińską Komendę Generalną), której szefem sztabu został kpt Semen Horuk. Siedzibą Komendy był budynek Narodnego Domu.